# Гайниямак
Гайниямак (Гәйнә) (баш. Гәйнә-Ямаҡ) — село в Гайниямакском сельсовете муниципального района Альшеевский район Республики Башкортостан России.

## География
Находится в месте впадения реки Гайны в реку Дёму. Площадь деревни 2,56 км².
Расстояние до:
- районного центра (Раевский): 55 км,
- ближайшей железнодорожной станции (Аксёново): 20 км.
- ближайший город (Белебей): 64 км.

## История
В 4-й ревизии значится как «Емаковой». В «Списке населённых мест по сведениям 1870 года», изданном в 1877 году, населённый пункт упомянут как деревня Гайныямакова 1-го стана Белебеевского уезда Уфимской губернии. Располагалась при речке Узайлы, влево от реки Демы, в 50 верстах от уездного города Белебея и в 12 верстах от становой квартиры в деревне Менеуз-Тамак. В деревне, в 208 дворах жили 1176 человек (585 мужчин и 591 женщина, башкиры, татары), были 2 мечети, училище, волостное правление, 10 мутовочных мельниц. Жители занимались пчеловодством, плотничеством и пилкой леса.
По сведениям переписи 1897 года, в деревне Гайниямак Белебеевского уезда Уфимской губернии жили 1780 человек (876 мужчин и 904 женщины), все мусульмане.

## Население
| 1795 | 1816 | 1834 | 1859 | 1870  | 1920  | 2002  |
| ---- | ---- | ---- | ---- | ----- | ----- | ----- |
| 220  | ↗528 | ↗745 | ↗978 | ↗1276 | ↗2212 | ↘1023 |
| 2009 | 2010 |      |      |       |       |       |
| ↘987 | ↘897 |      |      |       |       |       |

Национальный состав
Согласно переписи 2002 года, преобладающие национальности — башкиры (59 %), татары (40 %).
В 4-й ревизии жители деревни значатся как «ясачные татары», 36 мужских душ, «тептяри» 12 мужских душ.
Согласно переписи 1920 года, в селе Гайниямак проживало 2217 татар.

## Религия
В селе есть мечеть.